# Micrathena
Micrathena es un género de arañas araneomorfas de la familia Araneidae. Se encuentra en América.

## Especies
Según The World Spider Catalog 12.0:
- Micrathena acuta (Walckenaer, 1841)
- Micrathena agriliformis (Taczanowski, 1879)
- Micrathena alvarengai Levi, 1985
- Micrathena anchicaya Levi, 1985
- Micrathena annulata Reimoser, 1917
- Micrathena armigera (C. L. Koch, 1837)
- Micrathena atuncela Levi, 1985
- Micrathena balzapamba Levi, 1985
- Micrathena bananal Levi, 1985
- Micrathena bandeirante (Magalhaes & Santos, 2011)
- Micrathena banksi Levi, 1985
- Micrathena bicolor (Keyserling, 1864)
- Micrathena bifida (Taczanowski, 1879)
- Micrathena bimucronata (O. Pickard-Cambridge, 1899)
- Micrathena bogota Levi, 1985
- Micrathena brevipes (O. Pickard-Cambridge, 1890)
- Micrathena brevispina (Keyserling, 1864)
- Micrathena cicuta Gonzaga & Santos, 2004
- Micrathena clypeata (Walckenaer, 1805)
- Micrathena coca Levi, 1985
- Micrathena coroico Levi, 1985
- Micrathena crassa (Keyserling, 1864)
- Micrathena crassispina (C. L. Koch, 1836)
- Micrathena cubana (Banks, 1909)
- Micrathena cyanospina (Lucas, 1835)
- Micrathena decorata Chickering, 1960
- Micrathena digitata (C. L. Koch, 1839)
- Micrathena donaldi Chickering, 1961
- Micrathena duodecimspinosa (O. Pickard-Cambridge, 1890)
- Micrathena elongata (Keyserling, 1864)
- Micrathena embira Levi, 1985
- Micrathena evansi Chickering, 1960
- Micrathena excavata (C. L. Koch, 1836)
- Micrathena exlinae Levi, 1985
- Micrathena fidelis (Banks, 1909)
- Micrathena fissispina (C. L. Koch, 1836)
- Micrathena flaveola (Perty, 1839)
- Micrathena forcipata (Thorell, 1859)
- Micrathena funebris (Marx, 1898)
- Micrathena furcata (Hahn, 1822)
- Micrathena furcula (O. Pickard-Cambridge, 1890)
- Micrathena furva (Keyserling, 1892)
- Micrathena gaujoni Simon, 1897
- Micrathena glyptogonoides Levi, 1985
- Micrathena gracilis (Walckenaer, 1805)
- Micrathena guanabara Levi, 1985
- Micrathena guayas Levi, 1985
- Micrathena guerini (Keyserling, 1864)
- Micrathena gurupi Levi, 1985
- Micrathena hamifera Simon, 1897
- Micrathena horrida (Taczanowski, 1873)
- Micrathena huanuco Levi, 1985
- Micrathena jundiai Levi, 1985
- Micrathena kirbyi (Perty, 1833)
- Micrathena kochalkai Levi, 1985
- Micrathena lata Chickering, 1960
- Micrathena lenca Levi, 1985
- Micrathena lepidoptera Mello-Leitão, 1941
- Micrathena lindenbergi Mello-Leitão, 1940
- Micrathena lucasi (Keyserling, 1864)
- Micrathena macfarlanei Chickering, 1961
- Micrathena margerita Levi, 1985
- Micrathena marta Levi, 1985
- Micrathena miles Simon, 1895
- Micrathena militaris (Fabricius, 1775)
- Micrathena mitrata (Hentz, 1850)
- Micrathena molesta Chickering, 1961
- Micrathena nigrichelis Strand, 1908
- Micrathena ornata Mello-Leitão, 1932
- Micrathena parallela (O. Pickard-Cambridge, 1890)
- Micrathena patruelis (C. L. Koch, 1839)
- Micrathena peregrinatorum (Holmberg, 1883)
- Micrathena petrunkevitchi Levi, 1985
- Micrathena pichincha Levi, 1985
- Micrathena pilaton Levi, 1985
- Micrathena plana (C. L. Koch, 1836)
- Micrathena pungens (Walckenaer, 1841)
- Micrathena pupa Simon, 1897
- Micrathena quadriserrata F. O. Pickard-Cambridge, 1904
- Micrathena raimondi (Taczanowski, 1879)
- Micrathena reali Levi, 1985
- Micrathena reimoseri Mello-Leitão, 1935
- Micrathena rubicundula (Keyserling, 1864)
- Micrathena rufopunctata (Butler, 1873)
- Micrathena saccata (C. L. Koch, 1836)
- Micrathena sagittata (Walckenaer, 1841)
- Micrathena schenkeli Mello-Leitão, 1939
- Micrathena schreibersi (Perty, 1833)
- Micrathena sexspinosa (Hahn, 1822)
- Micrathena shealsi Chickering, 1960
- Micrathena similis Bryant, 1945
- Micrathena soaresi Levi, 1985
- Micrathena spinosa (Linnaeus, 1758)
- Micrathena spinulata F. O. Pickard-Cambridge, 1904
- Micrathena spitzi Mello-Leitão, 1932
- Micrathena striata F. O. Pickard-Cambridge, 1904
- Micrathena stuebeli (Karsch, 1886)
- Micrathena swainsoni (Perty, 1833)
- Micrathena teresopolis Levi, 1985
- Micrathena triangularis (C. L. Koch, 1836)
- Micrathena triangularispinosa (De Geer, 1778)
- Micrathena triserrata F. O. Pickard-Cambridge, 1904
- Micrathena tziscao Levi, 1985
- Micrathena ucayali Levi, 1985
- Micrathena vigorsi (Perty, 1833)
- Micrathena zilchi Kraus, 1955